# 완주문인협회
완주문인협회는 전라북도 완주군 지역의 문학발전 및 회원 상호간의 친목 도모, 군민 문화감성 충족, 지역 문화 교류 촉진을 목적으로 2014년 9월 설립된 단체이다.

## 협회 설립
- 2014년 9월 완주군 봉동에서 서로 다른 문학적 세계관을 가진 문인들이 30여명이 지역문화 발전이라는 기치 아래 한 곳에 모여 완주문협의 이름을 걸고 힘찬 발걸음을 내디뎠다. 창립 3개월 후인 2014년 12월에는 완주문학의 결실인 비비문림(飛飛文林)이 세상에 나오게 되었다. 문집의 이름은 완산팔경의 하나인 비비낙안(飛飛落雁)에서 한 내에 기러기가 사뿐 내려앉는 멋스러움의 '비비'와 '시문(詩文)'을 모은 책이라는 '문림'을 결합하여 지어졌다. 비비문림은 완주의 아름다움을 한껏 담은 이름과 같이 완주문인들의 반짝이고 소중한 글을 담아내며 현재까지 이어지고 있으며, 2021년부터 지역 대표 문집으로 정체성을 확립하기 위해 '완주문학'으로 명칭을 바꿨다.

## 주요 사업
- 완주문학(비비문림) 발간
- 완주문학제 개최
- 완주예술제 문인전 운영
- 백일장 대회 개최

## 역대 회장
- 초대 : 윤이현
- 제2대 : 박은주
- 제3대 : 강지애

## 언론 보도
- 완주문인협회 부회장에 황석현 수필가, 사무국장에 이영화 시인 선임, 데일리시큐
- 늦가을 완주문학에 흠뻑 취하다, 완주전주신문
- ‘완주사랑 전기안전 어린이 온라인 백일장’ 공모, 국토일보
- 한국문협 완주지부 강지애 제3대 회장 취임, 전북도민일보
- 완주 문인협회 신임 회장에 박은주 씨, 전북일보
- 한국문인협회 완주지부 창립, 지부장에 윤이현 아동문학가, 전북일보
- 문인협회 완주지부, 창간호 ‘飛飛文林’, 전북도민일보
- 문인협회 완주지부 4일 창립, 전민일보
- 한국문인협회 완주지부 창립, 연합뉴스